# Teoría de números computacional
En matemáticas y ciencias de la computación, la teoría de números computacional, también conocida como teoría de números algorítmica, es el estudio de los métodos de computación para investigar y resolver problemas en teoría de números y geometría aritmética, incluidos algoritmos para tests de primalidad y factorización de enteros, encontrar soluciones para ecuaciones diofánticas y métodos explícitos en geometría aritmética.
Tiene aplicaciones en criptografía, incluidos el sistema RSA, la criptografía de curva elíptica y la criptografía postcuántica, y se utiliza para investigar conjeturas y problemas no resueltos en teoría de números, incluidos la hipótesis de Riemann, la conjetura de Birch y Swinnerton-Dyer, la conjetura abc, la conjetura de modularidad, la conjetura de Sato-Tate y aspectos explícitos del programa de Langlands.

## Paquetes de software
- Magma (CAS)
- SageMath
- Number Theory Library
- PARI/GP
- Fast Library for Number Theory